# Boazăt, Gabrovo
Boazăt (în bulgară Боазът) este un sat în comuna Sevlievo, regiunea Gabrovo,  Bulgaria. 

## Demografie
Componența etnică a satului Boazăt
     Bulgari (98,11%)
     Nicio identificare (1,88%)
     Altele (0%)
La recensământul din 2011, populația satului Boazăt era de 53 locuitori. Din punct de vedere etnic, majoritatea locuitorilor (98,11%) erau bulgari. Pentru 1,88% din locuitori nu este cunoscută apartenența etnică.